# Rotevakansavgift
Rotevakansavgift var i Sverige den gottgörelse, som roten erlade under den tid, då roten stod utan soldat. Medlen redovisades i landsboken som tillfällig vakansavgift. Ständig rotevakansavgift åter var benämningen på en skatt, som statsmakterna 1848 pålade det så kallade utsockne frälset i Halland, nämligen båtsmansrotering under rotarna tillförsäkrad ständig vakans, vilken skatt avskrevs, då roteringsverket avskaffades.